# Préaris Blond
Préaris Blond is een Belgisch bier van hoge gisting.
Het bier wordt sinds 2012 gebrouwen in De Proefbrouwerij te Hijfte voor de Vliegende Paard Brouwers te Oedelem. Het is een blond bier met een alcoholpercentage van 6%.